# Zhuque 2

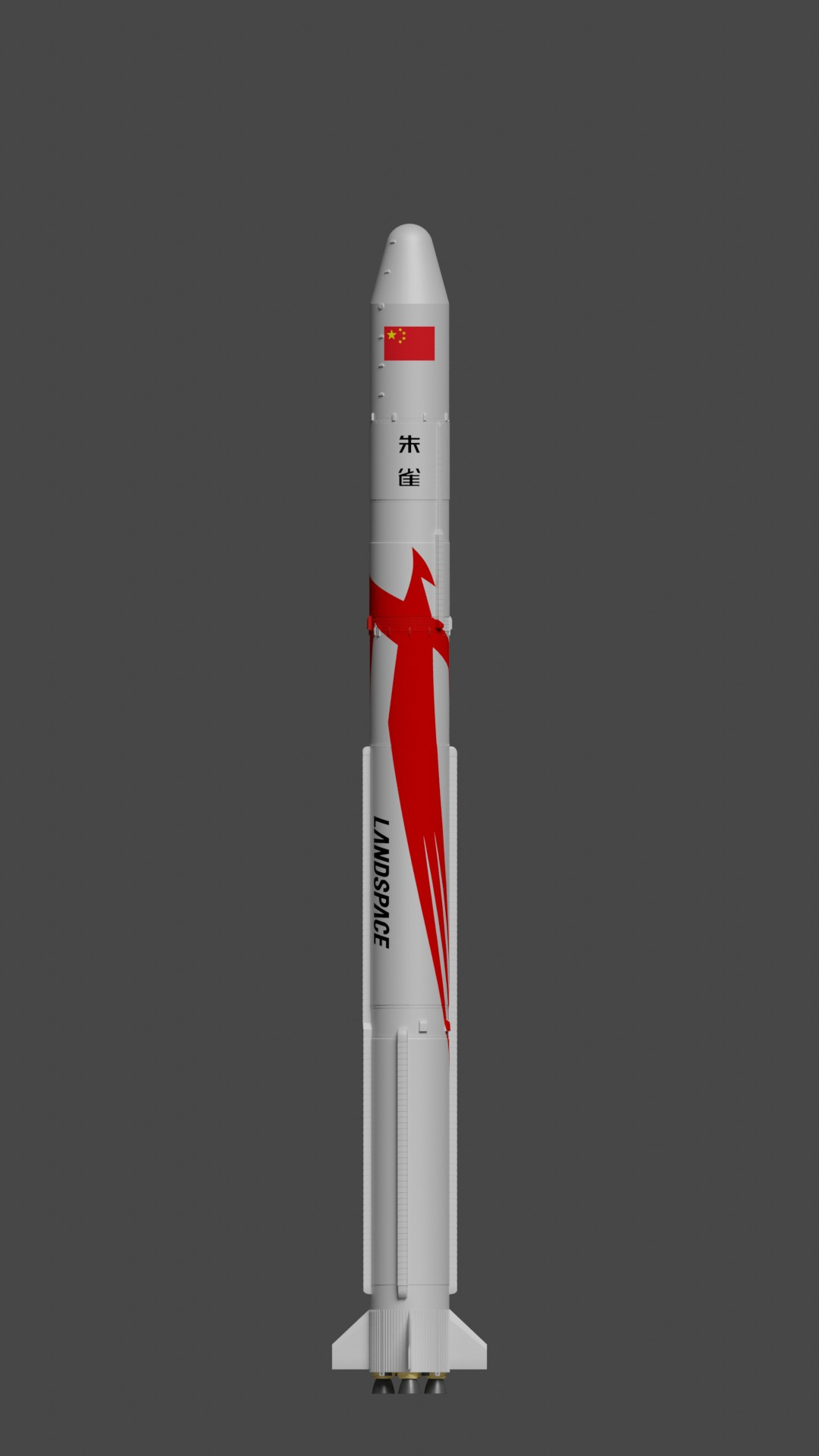
Zhuque 2

Zhuque 2 (ZQ-2, chinesisch 朱雀二号, Pinyin Zhūquè Èrhào) ist eine mittelschwere Trägerrakete des privaten chinesischen Raketenbauers LandSpace. Zhuque bedeutet „Roter Vogel“, das Tier des Südens in der chinesischen Mythologie. Am 12. Juli 2023 erreichte eine Rakete dieses Typs als weltweit erste methangetriebene Rakete das All.

## Geschichte
Die Peking ansässige Firma LandSpace wurde am 1. Juni 2015 als 蓝箭航天空间科技有限公司 bzw. LandSpace Weltraumtechnologie GmbH gegründet. Wie alle der seit der Öffnung des chinesischen Raumfahrtmarkts für Privatkapital im Jahr 2014 entstandenen Start-up-Unternehmen war LandSpace darauf angewiesen, erfahrene Ingenieure aus den Staatskonzernen abzuwerben, die ihr Personal in sogenannten „Akademien“ praxisnah ausbilden. Als erstes entwickelte das Unternehmen die kleine Feststoffrakete Zhuque 1, die eine Nutzlast von 200 kg in eine sonnensynchrone Umlaufbahn von 500 km Höhe befördern sollte. Parallel dazu arbeitete man ab September 2017 an dem mit den kryogenen Treibstoffen Flüssigsauerstoff und flüssiges Methan betriebenen, nach dem Nebenstromverfahren arbeitenden Tianque-Triebwerk (天鹊 bzw. „Himmelselster“), das bei einer größeren Trägerrakete zum Einsatz kommen sollte.

Nebenstromverfahren

Beim Xi’aner Forschungsinstitut für Raumfahrtantriebe der Akademie für Flüssigkeitsraketentriebwerkstechnik entwickelte man seit 2011 ein LOX/Methan-Triebwerk mit einer Schubkraft von 600 kN, das nach dem Nebenstromverfahren arbeitet. Für die China Aerospace Science and Technology Corporation, die Muttergesellschaft der Akademie für Flüssigkeitsraketentriebwerkstechnik, hatte dieses Triebwerk keine Priorität; es soll erst bei dem in Entwicklung befindlichen Wiederverwendbaren Raumtransportsystem des Konzerns eingesetzt werden.
Als nun LandSpace im März 2018 den Triebwerksingenieur Zhang Xiaoping (张小平) abwarb, der beim Xi’aner Forschungsinstitut für Raumfahrtantriebe unter anderem mit den LOX/Methan-Triebwerken befasst war, erzeugte dies zwar einen Aufruhr im Internet, der sich drei Jahre später immer noch nicht gelegt hatte.
Die nach dem Gesetz über die Wahrung von Staatsgeheimnissen (中华人民共和国保守国家秘密法) illegale Aktion hatte aber weder für den Ingenieur noch für LandSpace juristische Konsequenzen.
Die tatsächliche Bedeutung Zhang Xiaopings für die Triebwerksentwicklung ist umstritten, aber am 5. Juli 2018 machte LandSpace die Pläne für die neue Trägerrakete „Zhuque 2“ öffentlich, die mit Tianque-Triebwerken ausgestattet werden sollte – dem größeren TQ-12 in der Erst- und Zweitstufe und dem kleineren TQ-11 in der zweiten und dritten Stufe. Zunächst wurde der Vorbrenner des TQ-12-Triebwerks getestet, das nach dem Nebenstromverfahren arbeitet und nach Firmenangaben eine Schubkraft von 670 kN auf Meereshöhe bzw. 760 kN Vakuumschub entwickeln soll.
Im September 2018 fand dann für die Presse auf dem Prüfstand der Firma in Zhejiang ein 20 Sekunden dauernder Test der Brennkammer des Triebwerks statt, an die man eine kurze Düse montiert hatte. Weitere Tests von Teilsystemen folgten, bis in einer einwöchigen Versuchsserie im Mai 2019 das vollständige Triebwerk bei vier Tests, deren längster 20 Sekunden dauerte, den gesamten Betriebsablauf von der Zündung bis zum Abschalten fehlerfrei absolvierte.
Zum damaligen Zeitpunkt betrug das Mischungsverhältnis von Sauerstoff zu Methan 2,92, ähnlich wie bei dem Triebwerk des Forschungsinstituts für Raumfahrtantriebe (2,88). Bis 2022 wurde das Mischungsverhältnis jedoch auf 3,5 erhöht. Die erste Version des TQ-12 besaß im Vakuum einen spezifischen Impuls von 337 s, später wurde dies auf 350 s erhöht. In seiner ursprünglichen Version war das Triebwerk 3,9 m hoch, Stand 2022 beträgt die Höhe nur noch 3,6 m. Der Durchmesser der Düse von 1,5 m am unteren Rand wurde beibehalten.
Das TQ-12 ist um eine Achse schwenkbar und kann um ±8° aus der Vertikalen ausgelenkt werden.
Während die Technik des TQ-12 zu einem beträchtlichen Teil vom Forschungsinstitut für Raumfahrtantriebe übernommen war, ist das TQ-11, teilweise auch unter der Bezeichnung „Phoenix“ (凤凰) bekannt, eine Eigenentwicklung von LandSpace. Bei diesem, insgesamt 1,1 m hohen Triebwerk werden vier unabhängig voneinander um ±25° schwenkbare Motoren mit jeweils 28 cm Düsenmündungsdurchmesser durch eine zentrale Turbopumpe mit Sauerstoff und Methan versorgt. Die Motoren arbeiten nach dem Nebenstromverfahren; alle vier zusammen erzeugten ursprünglich bei einem Spezifischen Impuls von 333 s einen Vakuumschub von 82 kN, was bis 2022 auf einen Spezifischen Impuls von 331 s und einen Vakuumschub von 80 kN geändert wurde.
Bei dem Triebwerk kann das Mischungsverhältnis von Methan und Sauerstoff in einem Bereich von ±10 % verändert werden, wodurch man die Menge des gegen Ende des Fluges übrigbleibenden Treibstoffs oder Oxidators reduzieren kann. Außerdem ist es mehrmals wiederzündbar.
Im Januar 2019 fanden auf dem Prüfstand in Zhejiang die ersten Tests des TQ-11-Vorbrenners statt, im Juli 2019 wurden die Brennkammern getestet, und am 30. November 2019 absolvierte erstmals das komplette Triebwerk einen 10 Sekunden dauernden Probelauf. Bei einer einwöchigen, am 6. März 2020 endenden Versuchsserie wurde ein Testtriebwerk für 10 Sekunden in Betrieb gesetzt, dann für 100 Sekunden, dann für 750 Sekunden und schließlich für 1500 Sekunden, also 25 Minuten. Das Triebwerk bestand nach Angaben des Herstellers alle Tests einwandfrei.
Mit der Konstruktion der Rakete selbst hatte man im Dezember 2017 begonnen. Im Juni 2019 begann man mit der Herstellung eines ersten Prototyps. Ende September 2019 wurde ein weiterer Prototyp gebaut, an dem zahlreiche Tests durchgeführt wurden. Im Januar 2022 war das erste für einen tatsächlichen Einsatz gedachte Exemplar der Zhuque 2 fertiggestellt, Mitte Oktober 2022 hatte die Rakete auf dem Kosmodrom Jiuquan den vorgeschriebenen Betankungstest mit den kryogenen Treibstoffen absolviert. Zu diesem Zeitpunkt montierte man im LandSpace-Zentrum Jiaxing bereits das zweite Exemplar der Rakete, während man in Huzhou an den Triebwerken für eine zweite, verbesserte Serie der Zhuque 2 arbeitete.
Dies erforderte einige Zeit; Ende Mai 2023 begann man in Jiaxing zunächst mit der Montage eines dritten Exemplars der ersten Serie, das am 29. Oktober 2023 die Fabrik verließ und per Straßentransport zum Kosmodrom Jiuquan gebracht wurde.

## Erste Flüge
Der Erstflug der Zhuque 2 vom LandSpace-Areal im südlichen Teil des Kosmodroms Jiuquan fand am 14. Dezember 2022 statt, die Rakete konnte jedoch keine Kreisbahngeschwindigkeit erreichen. Nichtsdestotrotz hatte die Zhuque 2 gut 8 Minuten nach dem Start eine Höhe von etwa 400 km erreicht, war also als erste Methanrakete weltweit über die Kármán-Linie in den Weltraum vorgedrungen.
Eine erste Analyse der Telemetriedaten ergab, dass das vom Xi’aner Forschungsinstitut für Raumfahrtantriebe übernommene TQ-12 bei der ersten und zweiten Stufe korrekt gearbeitet hatte, auch die Nutzlastverkleidung wurde problemlos abgeworfen. Bei dem selbst entwickelten TQ-11-Modul mit seinen vier kleinen Düsen in der zweiten Stufe ereignete sich jedoch eine Fehlfunktion; als das zentrale Haupttriebwerk des Moduls (siehe unten) planmäßig abschaltete, schalteten sich unerwarteterweise auch die vier Vernierdüsen ab.
Nach Computersimulationen auf Basis der Telemetriedaten konnte die Fehlfunktion auf dem Prüfstand reproduziert werden. Wie sich herausstellte, war die Festigkeit des Materials für das Gehäuse der Sauerstoffpumpe nicht mit genügend Reserve ausgelegt. Als das Haupttriebwerk abschaltete, führte dies zu einem Druckstoß in der Sauerstoffleitung, was zu einem Bersten des Pumpengehäuses führte. Daraufhin wurden die Sicherheitskoeffizienten der Gehäusestruktur erhöht und der Einfluss des Druckstoßes reduziert, was sich in der Computersimulation und auf dem Prüfstand als wirksam erwies. Im März 2023 wurde das zweite Exemplar der ersten Serie entsprechend umgebaut.
Im Zuge dieser Arbeiten wurden auch eine ganze Reihe weiterer Verbesserungen an der Rakete durchgeführt.
Jenes Exemplar wurde am 4. Mai 2023 von Jiaxing ausgeliefert und kam nach fast neuntägigem Straßentransport über 3700 km am 12. Mai 2023 auf dem Kosmodrom Jiuquan an.

Der Startversuch am 12. Juli 2023 um 01:00 Uhr UTC war dann ein Erfolg. Die Zhuque 2 erreichte als weltweit erste methangetriebene Rakete das All.

## Technik
Die Zhuque 2 besteht aus drei Stufen. Sie hat einen Durchmesser von 3,35 m, ist 49,5 m hoch und wiegt beim Start 219 t.
Die maximale Nutzlast für einen erdnahen Orbit von 200 km Höhe beträgt 6 t; für eine sonnensynchrone Umlaufbahn von 500 km Höhe beträgt die maximale Nutzlast 4 t.
Bei der ersten Stufe kommt ein Modul mit vier TQ-12-Triebwerken zum Einsatz, die der Rakete einen Startschub von 2680 kN verleihen. Bei der zweiten Stufe der Rakete wird der Hauptschub von einem einzelnen TQ-12 geliefert, über dem das TQ-11-Modul mit den vier kleinen Düsen montiert ist, die als Vernierdüsen zur Lageregelung dienen. Bei der dritten Stufe der Rakete kommt nur ein TQ-11-Modul zum Einsatz.
Die Rakete wird auf dem Kosmodrom horizontal montiert und dann, auf einem Gitterträger ruhend, hydraulisch aufgerichtet.

## Startliste
Dies ist eine Liste aller Zhuque-2-Starts, Stand 18. August 2025.
| Lfd. Nr. | Datum (UTC)         | Typ       | Startplatz | Nutzlast                    | Orbit               | Anmerkungen                                                             |
| -------- | ------------------- | --------- | ---------- | --------------------------- | ------------------- | ----------------------------------------------------------------------- |
| 1        | 14. Dez. 2022 08:30 | Zhuque-2  | Jiuquan 96 | 14 Kleinsatelliten          | –                   | Fehlschlag Wegen Fehlfunktion der 2. Stufe keine Erdumlaufbahn erreicht |
| 2        | 12. Juli 2023 01:00 | Zhuque-2  | Jiuquan 96 | Massesimulator              | 437 × 471 km, 97,3° | Erfolg                                                                  |
| 3        | 8. Dez. 2023 23:39  | Zhuque-2  | Jiuquan 96 | Honghu Tianyi 33 Honghu 2   | 433 × 461 km, 97,3° | Erfolg                                                                  |
| 4        | 27. Nov. 2024       | Zhuque-2E | Jiuquan    | Guangchuan 01 Guangchuan 02 |                     | Erfolg                                                                  |
| 5        | 17. Mai 2025        | Zhuque-2E | Jiuquan    | 6× Tianyi                   |                     | Erfolg                                                                  |
| 6        | 15. Aug. 2025       | Zhuque-2E | Jiuquan    | 4 Satelliten                |                     | Fehlschlag                                                              |